# Osipowszczyzna (przystanek kolejowy)
Osipowszczyzna (biał. Асіпаўшчына, ros. Осиповщина) – przystanek kolejowy w miejscowości Osipowszczyzna, w rejonie stołpeckim, w obwodzie mińskim, na Białorusi. Leży na linii Moskwa - Mińsk - Brześć.